# Polona Hercog
Polona Hercog (* 20. Januar 1991 in Maribor, Jugoslawien) ist eine slowenische Tennisspielerin.

## Karriere
Polona Hercog, die im Alter von vier Jahren mit dem Tennisspielen begann, ging mit 14 nach Italien, weil sie dort bessere Trainingsmöglichkeiten vorfand. Bereits als Juniorin feierte sie große Erfolge. 2008 gewann sie an der Seite von Jessica Moore die Juniorinnendoppelwettbewerbe der French Open sowie von Wimbledon. Im Endspiel von Paris setzten sich die beiden gegen Lesley Kerkhove und Arantxa Rus durch, im Finale von London schlugen sie Isabella Holland und Sally Peers. Durch die Triumphe kletterte Hercog in der Junioren-Tennisweltrangliste bis auf Platz acht nach oben.
Bereits 2006 sammelte sie erste Erfahrungen auf der ITF Women’s World Tennis Tour, auf der sie 2007 ihre ersten zwei Profititel erringen konnte, darunter auch der Sieg bei einem Turnier der $25.000-Kategorie in ihrer Geburtsstadt Maribor. Im selben Jahr bestritt sie in Portorož mit einer Wildcard ausgestattet, ihr erstes Match auf der WTA-Tour, in dem sie Jelena Wesnina knapp in drei Sätzen unterlag. Auch im Jahr darauf durfte sie in Portorož an den Start gehen, verlor aber erneut in der ersten Runde. Im Anschluss gab sie bei den US Open 2008 ihr Debüt in der Qualifikation eines Grand-Slam-Turniers, schied dort aber ebenfalls zum Auftakt aus.

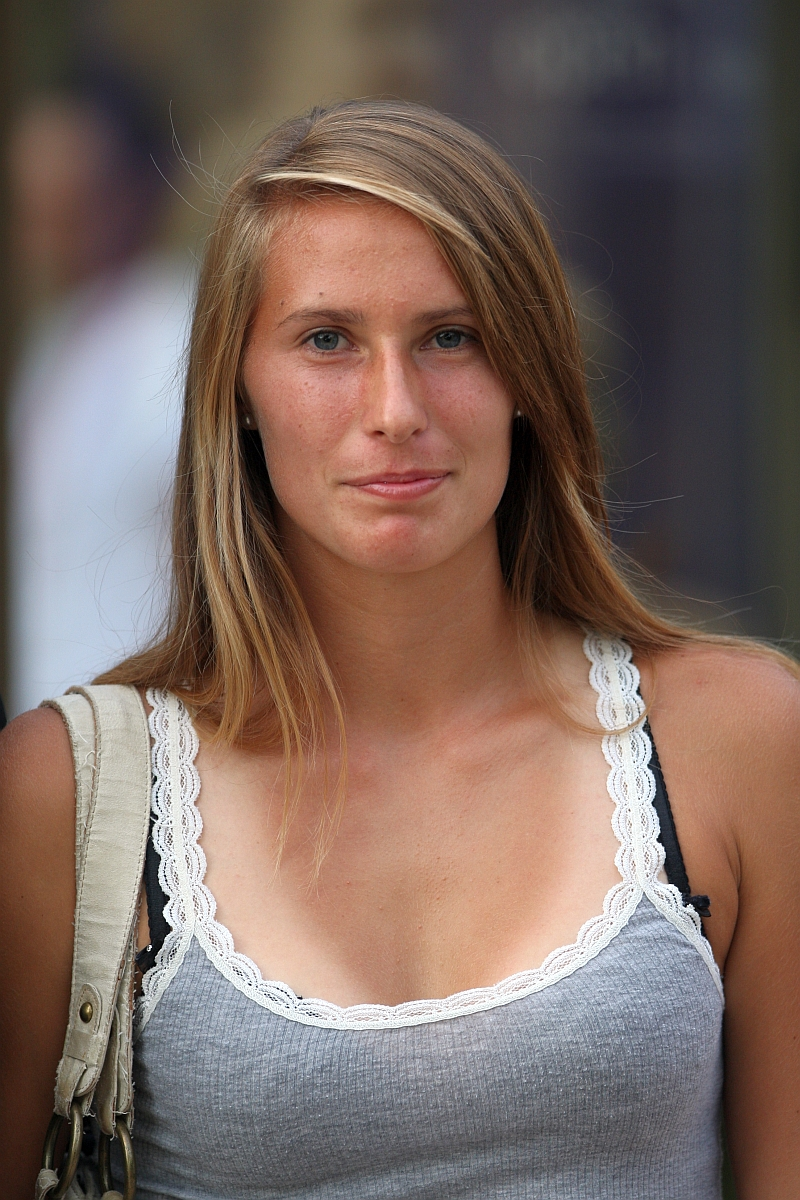
Polona Hercog (2009)

2009 gelang Hercog auf Sandplatz der Durchbruch auf der WTA-Tour. So gewann sie zunächst in Marbella aus der Qualifikation kommend gegen Stéphanie Cohen-Aloro ihre erste Hauptrundenpartie in einem WTA-Turnier, auf das in Fès ihr erstmaliger Einzug in ein Viertelfinale folgte. Bei den French Open gab sie anschließend nach erfolgreicher Qualifikation ihren Einstand im Hauptfeld eines Grand-Slam-Turniers und erreichte nach einem Sieg über Alissa Kleibanowa auf Anhieb die zweite Runde, in der sie in drei Sätzen an Aravane Rezaï scheiterte. Darüber hinaus konnte sie Verlauf der Saison vier weitere Titel auf der ITF-Tour gewinnen, darunter einer der $100.000-Kategorie in Cuneo sowie zwei weitere der $50.000-Kategorie in Zagreb und Zlín. Auf Hartplatz hingegen gelang ihr in Luxemburg ihr einziger Hauptrundenerfolg. Dennoch konnte sie alleine basierend auf ihren Siegen auf Sandplatz das Jahr souverän unter den Top 100 der Welt abschließen. 2010 erreichte Hercog nach einem weiteren ITF-Titel der $75.000-Kategorie in Cali, in Acapulco ihr erstes Endspiel auf der WTA-Tour, in dem sie sich Venus Williams in drei Sätzen geschlagen geben musste. Im Doppel hingegen gewann sie das Turnier an der Seite von Barbora Záhlavová-Strýcová und holte damit ihren ersten WTA-Titel. Anschließend rückte sie bei den French Open erstmals in die dritte Runde eines Grand-Slam-Turniers vor, in der sie Flavia Pennetta unterlag und erreichte in Portorož vor heimischem Publikum erstmals ein WTA-Halbfinale auf Hartplatz, verlor dieses jedoch gegen Anna Tschakwetadse in drei Sätzen. Gemeinsam mit Julia Görges sicherte sie sich in Seoul ihren zweiten WTA-Titel im Doppel. Durch vier weitere WTA-Viertelfinalteilnahmen gelang Hercog Ende des Jahres im Einzel erstmals der Sprung in die Top 50 der Weltrangliste.
2011 rückte Hercog nach dem Einzug in ihr erstes WTA-Halbfinale auf Hartplatz in Monterrey, in Rom als Qualifikantin erstmals in die dritte Runde vor, wo sie an Samantha Stosur scheiterte, nachdem sie in der Partie zuvor Andrea Petković geschlagen hatte. Auf der kleinen Sandplatztour im Anschluss an das Rasenturnier von Wimbledon zeigte sie sich in Bestform. Zunächst errang sie in Båstad nach einem Finalsieg über Johanna Larsson ihren ersten WTA-Titel. Eine Woche später erreichte sie dann auch in Palermo das Endspiel, verlor diesmal jedoch gegen Anabel Medina Garrigues. Nachdem sie bei den US Open erstmals die Auftaktrunde gemeistert hatte, erzielte sie mit Platz 35 ihre bislang beste Weltranglistenposition. Gegen Saisonende stand sie in Seoul noch einmal in einem WTA-Halbfinale. Im darauffolgenden Jahr verteidigte Hercog ihren Titel in Båstad nach einem Dreisatzerfolg im Finale über Mathilde Johansson. Außerdem erreichte sie in Charleston nach einem Sieg in der dritten Runde über Marion Bartoli das Halbfinale, in dem sie gegen Lucie Šafářová mit 0:6, 0:6 unterging. Ihr bestes Saisonergebnis auf Hartplatz war der Einzug ins Achtelfinale von Peking, in dem sie Marija Scharapowa glatt in zwei Sätzen unterlag. Bei den vier Grand-Slam-Turnieren schied sie jeweils in der ersten Runde aus.
Aufgrund einer Verletzung, die sie sich in der Saisonpause zuzog, fiel Hercog Anfang 2013 aus den Top 100 der Welt heraus und verbrachte die Sandplatzsaison auf der ITF-Tour und konnte in Maribor ihren zweiten Titel feiern. Nachdem sie bei den French Open bereits in der Qualifikation ausgeschieden war, gewann sie in Olmütz ein Turnier der $100.000-Kategorie ohne Satzverlust. Durch ihre Teilnahme in drei WTA-Viertelfinals sowie ihres erneuten Einzugs ins Achtelfinale von Peking, konnte sie die Saison klar in den besten 100 der Welt abschließen. Anfang 2014 setzte sie eine Verletzung an Schulter und Rippen außer Gefecht, unter der ihre Form bis zum Ende des Jahres, in dem sie ohne WTA-Halbfinalteilnahme blieb, litt. Bei den French Open überstand sie erstmals seit 2011 wieder die Auftaktrunde eines Grand-Slam-Turniers. Auch 2015 kam Hercog lediglich in Bukarest in die Vorschlussrunde, konnte aber aufgrund des Erreichens der dritten Runde beim Rogers Cup in Toronto, in der sie Ana Ivanović unterlag, im siebten Jahr in Folge unter den Top 100 der Welt überwintern.
2016 setzten sich die physischen Probleme bei Hercog fort. In Bol stieß sie bei einem Turnier der WTA Challenger Series noch einmal ins Finale vor, verlor dort jedoch gegen Mandy Minella. Nachdem sie im Auftaktmatch der US Open gegen Angelique Kerber wegen eines Infekts hatte aufgeben müssen, beendete sie die Saison stand zum Jahresende erstmals seit 2008 außerhalb der Top 100. Eine Stressfraktur in der Schulter sowie Verletzungen am linken Knie und am rechten Handgelenk zwangen sie dazu, auch 2017 erneut verspätet in die Saison zu starten. In Paris schied sie bereits in der Qualifikation aus, überraschte jedoch im Anschluss mit dem erstmaligen Einzug in die dritte Runde von Wimbledon, in der sie Swetlana Kusnezowa unterlag. Nach der verpassten Qualifikation für das Hauptfeld der US Open, spielte sie eine Serie niedrigklassiger ITF-Turniere auf Sand, um sich im Ranking wieder vorzuarbeiten. Insgesamt gewann sie diese Saison sechs ITF-Turniere, darunter zwei der $60.000-Kategorie und beendete das Jahr nur knapp außerhalb der Top 100.
2018 trat Hercog wieder primär auf WTA-Ebene an und erreichte das Endspiel in Istanbul, das sie in drei Sätzen gegen Pauline Parmentier verlor. Anschließend stand sie in Bukarest noch einmal in einem Halbfinale, musste dort aber verletzungsbedingt gegen die spätere Siegerin Anastasija Sevastova aufgeben. Im Jahr darauf konnte sie, acht Jahre nach ihrem letzten Triumph, in Lugano nach einem Finalerfolg gegen Iga Świątek ihren dritten WTA-Titel feiern. Daneben stand sie sowohl bei den French Open als auch in Wimbledon in der dritten Runde und erzielte zudem das Achtelfinale in Eastbourne und Peking, sodass sie Ende des Jahres erstmals seit 2012 wieder unter den besten 50 der Welt geführt wurde.
2007 lief Hercog beim 3:0-Erfolg über Estland erstmals für die slowenische Fed-Cup-Mannschaft auf. Seitdem hat sie für ihr Land 21 Partien im Einzel und Doppel bestritten, von denen sie zwölf gewinnen konnte (Einzelbilanz 9:7).

## Turniersiege

### Einzel
| Nr. | Datum              | Turnier        | Kategorie         | Belag | Finalgegnerin        | Ergebnis              |
| --- | ------------------ | -------------- | ----------------- | ----- | -------------------- | --------------------- |
| 1.  | 19. August 2007    | Pesaro         | ITF $10.000       | Sand  | Stephanie Vogt       | 6:2, 2:6, 6:1         |
| 2.  | 25. August 2007    | Maribor        | ITF $25.000       | Sand  | Tereza Hladíková     | 4:6, 6:1, 4:1 Aufgabe |
| 3.  | 9. Februar 2008    | Mallorca       | ITF $10.000       | Sand  | Inés Ferrer Suárez   | 6:3, 6:1              |
| 4.  | 16. Februar 2008   | Mallorca       | ITF $10.000       | Sand  | Stephanie Vogt       | 4:6, 6:1, 6:3         |
| 5.  | 19. April 2009     | Civitavecchia  | ITF $25.000       | Sand  | Andrea Petković      | 6:2, 6:4              |
| 6.  | 10. Mai 2009       | Zagreb         | ITF $50.000       | Sand  | Maša Zec Peškirič    | 7:5, 6:2              |
| 7.  | 14. Juni 2009      | Zlín           | ITF $50.000       | Sand  | Zuzana Kučová        | 6:3, 6:1              |
| 8.  | 4. Juli 2009       | Cuneo          | ITF $100.000      | Sand  | Varvara Lepchenko    | 6:1, 6:2              |
| 9.  | 14. Februar 2010   | Cali           | ITF $75.000       | Sand  | Mariana Duque Mariño | 6:4, 5:7, 6:2         |
| 10. | 9. Juli 2011       | Båstad         | WTA International | Sand  | Johanna Larsson      | 6:4, 7:5              |
| 11. | 22. Juli 2012      | Båstad         | WTA International | Sand  | Mathilde Johansson   | 0:6, 6:4, 7:5         |
| 12. | 2. Juni 2013       | Maribor        | ITF $25.000       | Sand  | Ana Konjuh           | 3:6, 6:3, 6:3         |
| 13. | 21. Juli 2013      | Olomouc        | ITF $100.000      | Sand  | Katarzyna Piter      | 6:0, 6:3              |
| 14. | 11. Juni 2017      | Brescia        | ITF $60.000       | Sand  | Hanna Posnichirenko  | 6:2, 7:5              |
| 15. | 9. September 2017  | Balatonboglár  | ITF $25.000       | Sand  | Gréta Arn            | 6:1, 6:2              |
| 16. | 24. September 2017 | Saint-Malo     | ITF $60.000       | Sand  | Diāna Marcinkēviča   | 6:3, 6:3              |
| 17. | 15. Oktober 2017   | Pula           | ITF $25.000       | Sand  | Walentina Iwachnenko | 6:1, 6:0              |
| 18. | 22. Oktober 2017   | Pula           | ITF $25.000       | Sand  | Renata Zarazúa       | 6:4, 6:1              |
| 19. | 5. November 2017   | Pula           | ITF $25.000       | Sand  | Cristina Dinu        | 6:1, 6:4              |
| 20. | 14. April 2019     | Lugano         | WTA International | Sand  | Iga Świątek          | 6:3, 3:6, 6:3         |
| 21. | 18. April 2021     | Oeiras         | W60               | Sand  | Clara Burel          | kampflos              |
| 22. | 20. August 2023    | Vrnjacka Banja | W25               | Sand  | Isabella Shinikova   | 6–2, 6–4              |

### Doppel
| Nr. | Datum              | Turnier  | Kategorie         | Belag     | Partnerin                  | Finalgegnerinnen                             | Ergebnis         |
| --- | ------------------ | -------- | ----------------- | --------- | -------------------------- | -------------------------------------------- | ---------------- |
| 1.  | 18. Januar 2007    | Algier   | ITF $10.000       | Sand      | Rushmi Chakravarthi        | Barbora Matusová Anna Sawizkaja              | 6:2, 6:0         |
| 2.  | 15. Februar 2008   | Mallorca | ITF $10.000       | Sand      | Stephanie Vogt             | Leticia Costas-Moreira Maite Gabarrus-Alonso | 7:62, 6:3        |
| 3.  | 3. Mai 2008        | Makarska | ITF $50.000       | Sand      | Stephanie Vogt             | Tadeja Majerič Maša Zec Peškirič             | 7:5, 6:2         |
| 4.  | 13. September 2008 | Sarajevo | ITF $25.000       | Sand      | Alberta Brianti            | Çağla Büyükakçay Julia Glushko               | 6:4, 7:5         |
| 5.  | 13. Februar 2010   | Cali     | ITF $75.000       | Sand      | Edina Gallovits-Hall       | Estrella Cabeza Candela Laura Pous Tió       | 3:6, 6:3, [10:8] |
| 6.  | 26. Februar 2010   | Acapulco | WTA International | Sand      | Barbora Záhlavová-Strýcová | Sara Errani Roberta Vinci                    | 2:6, 6:1, [10:2] |
| 7.  | 25. September 2010 | Seoul    | WTA International | Hartplatz | Julia Görges               | Natalie Grandin Vladimíra Uhlířová           | 6:3, 6:4         |

## Abschneiden bei Grand-Slam-Turnieren

### Einzel
| Turnier         | 2008 | 2009 | 2010 | 2011 | 2012 | 2013 | 2014 | 2015 | 2016 | 2017 | 2018 | 2019 | 2020 | 2021 | 2022 | 2023 | 2024 | 2025 | Karriere |
| --------------- | ---- | ---- | ---- | ---- | ---- | ---- | ---- | ---- | ---- | ---- | ---- | ---- | ---- | ---- | ---- | ---- | ---- | ---- | -------- |
| Australian Open | —    | —    | 2    | 1    | 1    | 1    | 1    | 2    | 1    | —    | 1    | 1    | 2    | 1    | —    | —    | —    | Q1   | 2        |
| French Open     | —    | 2    | 3    | 2    | 1    | Q2   | 2    | 2    | 2    | Q2   | 1    | 3    | 2    | 3    | —    | Q2   | Q1   |      | 3        |
| Wimbledon       | —    | Q2   | 1    | 2    | 1    | Q2   | 2    | 1    | 1    | 3    | 1    | 3    |      | 1    | —    | Q1   | Q2   |      | 3        |
| US Open         | Q1   | 1    | 1    | 2    | 1    | 1    | 2    | 2    | 1    | Q2   | 1    | 1    | —    | 1    | —    | —    | —    |      | 2        |

Zeichenerklärung: S = Turniersieg; F, HF, VF, AF = Einzug ins Finale / Halbfinale / Viertelfinale / Achtelfinale; 1, 2, 3 = Ausscheiden in der 1. / 2. / 3. Hauptrunde; Q1, Q2, Q3 = Ausscheiden in der 1. / 2. / 3. Qualifikationsrunde; nicht ausgetragen

### Doppel
| Turnier         | 2009 | 2010 | 2011 | 2012 | 2013 | 2014 | 2015 | 2016 | 2017 | 2018 | 2019 | 2020  | 2021 | Karriere |
| --------------- | ---- | ---- | ---- | ---- | ---- | ---- | ---- | ---- | ---- | ---- | ---- | ----- | ---- | -------- |
| Australian Open | —    | 1    | 1    | AF   | 1    | —    | —    | 1    | —    | —    | —    | —     | —    | AF       |
| French Open     | —    | 1    | 1    | 1    | —    | 1    | —    | —    | —    | 1    | 1    | —     | 2    | 2        |
| Wimbledon       | —    | 1    | —    | —    | —    | —    | —    | 1    | —    | 1    | —    | n. a. | —    | 1        |
| US Open         | 1    | AF   | 2    | 1    | AF   | —    | 1    | —    | —    | —    | —    | —     | 1    | AF       |

### Mixed
| Turnier         | 2011 | 2012 | Karriere |
| --------------- | ---- | ---- | -------- |
| Australian Open | —    | 1    | 1        |
| French Open     | —    | —    | —        |
| Wimbledon       | 1    | —    | 1        |
| US Open         | —    | —    | —        |